# Altare di Sant'Ignazio di Loyola (Cosimo Fanzago, Gesù Nuovo)
L'altare di Sant'Ignazio di Loyola è un complesso scultoreo, databile tra il 1637 e il 1643 e poi ultimato nel 1654, progettato da Cosimo Fanzago per l'omonimo cappellone del transetto sinistro della chiesa del Gesù Nuovo a Napoli.
L'opera è realizzata a più mani da svariati artisti di ambito napoletano, tra cui Cosimo Fanzago, Costantino Marasi e Andrea Lazzari per quanto riguarda l'architettura e i marmi (1637-1643), lo stesso Fanzago per le statue del David e Geremia (1654) e per la coppia di cherubini reggenti la croce al centro del timpano, da Pietro e Bartolomeo Ghetti per le due coppie di cherubini musanti ai lati del timpano, mentre per la parte pittorica da Jusepe de Ribera, che concepì per l'opera tre tele con Storie di Sant'Ignazio del 1641, di cui due rimaste in loco, Paolo de Matteis e ignoto autore cinquecentesco (che invece costituiscono aggiunte posteriori al completamento del monumento).
Seppur danneggiato parzialmente durante la seconda guerra mondiale, costituisce nel suo insieme una delle principali manifestazioni artistiche del barocco napoletano.

## Storia
Nel 1637 Cosimo Fanzago, già noto all'ambiente gesuita per i successi ottenuti qualche anno prima con l'altare di San Francesco Saverio alla chiesa napoletana del Gesù Vecchio, stipula con il prefetto generale della casa Professa, Flaminio Magnati, la realizzazione dell'altare dedicato a Sant'Ignazio di Loyola nella chiesa del Gesù Nuovo sempre della città partenopea.
L'altare sorge grazie a un precedente lascito economico che effettuò Carlo Gesualdo, principe di Venosa e tra i massimi compositori del tempo, che nel testamento redatto alla sua morte nel 1613 dichiara di donare un'ingente somma per decorare la cappella in questione, originariamente però dedicata alla Vergine.
I primi interventi sono registrati intorno al 1621, con l'acquisto dei primi alabastri. Tuttavia il contratto dove figura il Fanzago per la prima volta, assieme ai collaboratori Andrea Lazzari e Costantino Marasi, è datato solo 9 luglio 1637. Nel medesimo è specificato un compenso pari a 17.000 ducati spettante ai tre architetti per la decorazione dell'altare il cui modello ligneo era già presso il Magnati. Da questo dato si potrebbe evincere che il Fanzago era sì l'architetto dell'opera, ma non il suo effettivo "disegnatore", dovendosi invece adeguare ai modelli di altari gesuiti romani già precostituiti.
I primi pagamenti sono datati tra il 1638 e 1640 e sono tutti rivolti per l'acquisto dei marmi. A febbraio del 1639 il Fanzago compera sei colonne di breccia di Francia da Giuseppe Pelliccia, agente di commercio di Carrara, due delle quali serviranno a decorare l'altare di Sant'Ignazio mentre le altre quattro da collocare nel dirimpettaio altare di San Francesco Saverio (sito nell'omonimo cappellone del transetto destro della chiesa) che intanto Giuliano Finelli stava realizzando seguendo il modello del costruendo altare fanzaghiano.
Completati i lavori entro il 1640, l'anno seguente vengono realizzate tre tele da Jusepe de Ribera commissionategli già nel 1637, le quali vengono collocate nel secondo ordine dell'altare, rispettivamente da sinistra a destra: Sant'Ignazio scrive la Regola della Compagnia di Gesù, Sant'Ignazio in gloria e Papa Paolo III approva la Regola gesuitica.
Come pala d'altare fu utilizzata una precedente tela di Girolamo Imparato del 1601 sulla Visione di Sant'Ignazio alla Storta, la cui provenienza non è nota.
L'altare, che poté dirsi terminato nel 1643, fu elogiato da Carlo De Lellis nel 1654 tant'è che lo descrisse nel suo Supplemento con «tanta maestà et artificio di pretiosissimi marmi e colonne composte, che danno certamente stupore a chiunque le riguarda». Tuttavia dalla medesima descrizione del complesso marmoreo si evince che a quella data mancavano alla composizione ancora le due sculture delle nicchie laterali, David e Geremia. Le due sculture verranno realizzate da lì a breve da Cosimo Fanzago: già abbozzate entro il 1647, tra il 1652 e il 1654 avvenne la loro definizione.
Il terremoto del 1688 causò ingenti danni alla chiesa, tra cui agli affreschi di Belisario Corenzio sulla volta del cappellone di Sant'Ignazio e alcune fratture all'altare fanzaghiano, cui necessitò di restauri nel 1693 effettuati dai fratelli Pietro e Bartolomeo Ghetti, il primo che si occupò di sistemare anche le sculture del David e Geremia, tutti finanziati da Domenico Gesualdo, anch'egli ricordato tramite una lastra commemorativa del 1705 posta ai piedi dell'altare.
Ulteriori danni si sono avuti durante i bombardamenti alleati del 1944, che tra le altre cose hanno causato la perdita di una delle tre tele del Ribera e la pala d'altare di Girolamo Imparato: nonostante ciò la fortuna ha giocato comunque un ruolo determinante per la salvaguardia del complesso marmoreo, poiché una bomba che cadde nella sacrestia adiacente l'altare di Sant'Ignazio e che avrebbe potuto definitivamente distruggerlo è andata inesplosa. Le due tele danneggiate furono sostituite successivamente da una di anonimo autore del Cinquecento (al posto di quella del Ribera) e da una di Paolo de Matteis del 1715 proveniente dalla chiesa del Gesù di Taranto (al posto di quella di Imparato, che verrà restaurata nel 1993 e ricollocata in una parete laterale del cappellone), poi denominata di Monteoliveto in quanto affidata ai benedettini olivetani dopo l'espulsione dei Gesuiti dalla città e attualmente santuario della Madonna della Salute.

## Descrizione

### L'altare, i dipinti

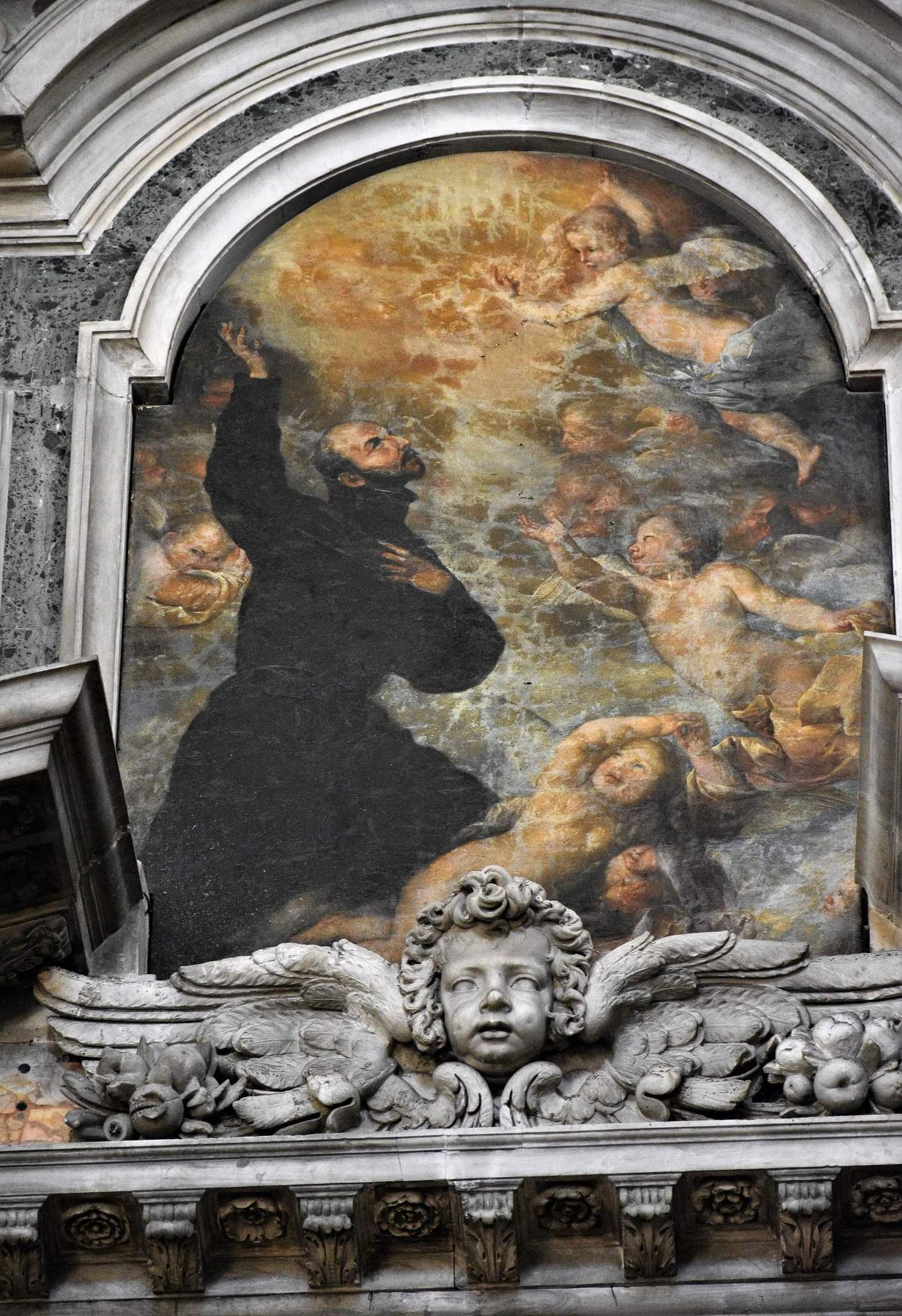
Jusepe de Ribera, Gloria di Sant'Ignazio (1641)

L'altare occupa tutta la parete frontale del transetto sinistro, strutturandosi su due ordini, ed è delimitato da una balaustra marmorea.

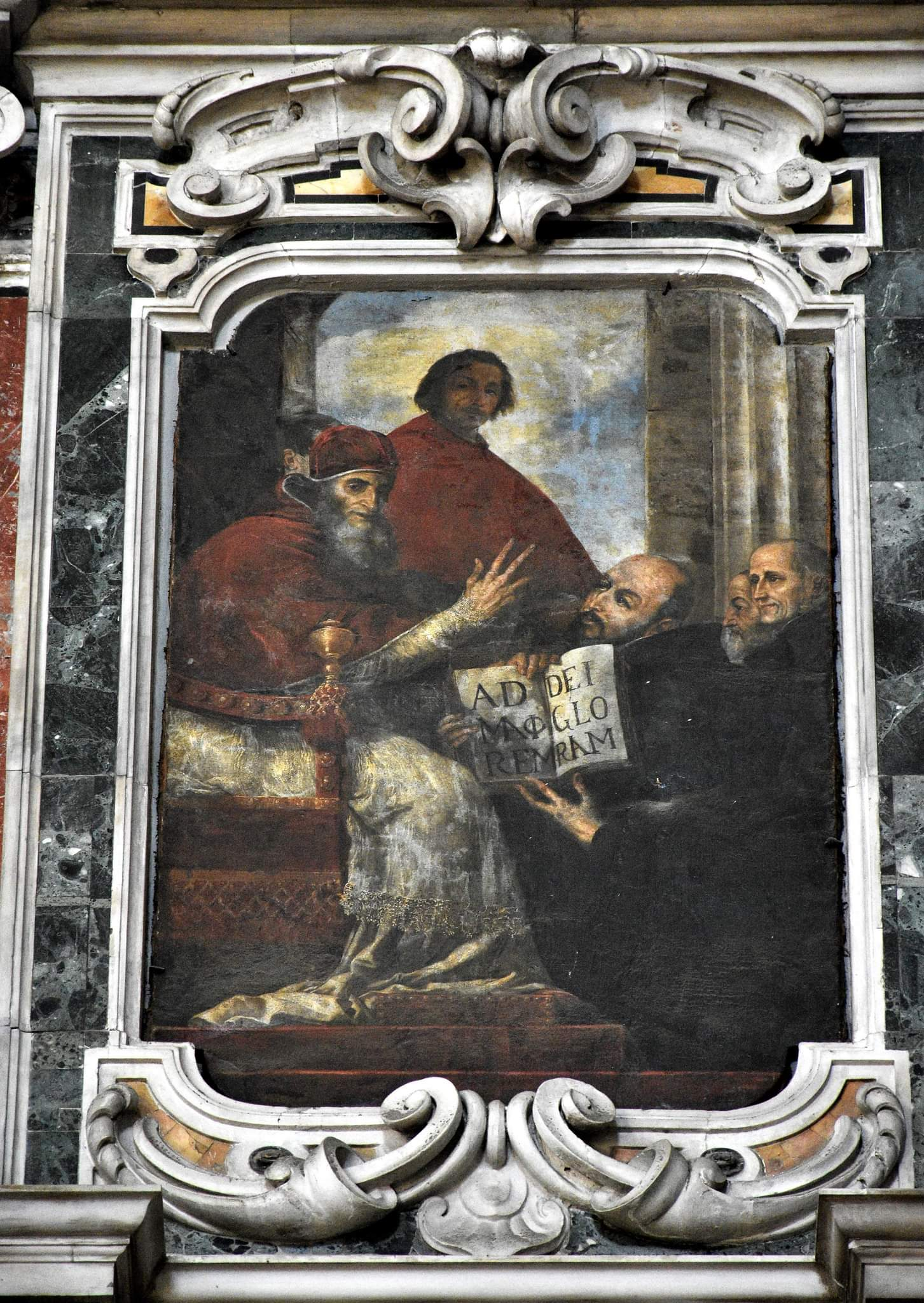
Jusepe de Ribera, Paolo III approva la regola gesuitica (1641)

Nel registro inferiore, la pala d'altare con la Madonna con i santi Ignazio e Francesco Saverio di Paolo de Matteis è datata 1715, quindi successiva al monumento e ivi collocata solo dopo il 1943, in sostituzione della danneggiata tela di Girolamo Imparato. L'episodio descritto in questo quadro fu narrato dallo stesso sant'Ignazio nella sua autobiografia e si verificò nel 1537, nel punto in cui la via Cassia, a poca distanza da Roma, forma una curva a gomito, detta, appunto, "storta". In quel punto, il santo (che aveva da poco cambiato in "Ignacio" il suo nome originario di "Iñigo") si fermò a pregare in una piccola cappella con i suoi primi confratelli. Il piccolo gruppo era diretto a Roma per incontrare Papa Paolo III e mettersi al suo servizio. A Ignazio apparve allora Dio Padre e, indicandogli il figlio Gesù che portava la croce, chiese al giovane e ai suoi confratelli di accompagnarlo sulla via del Calvario. Per esaudire questa richiesta, sant'Ignazio decise allora che la sua neonata famiglia religiosa avrebbe avuto il nome di Compagnia di Gesù, in quanto formata da veri "compagni" di Gesù, detti, perciò, "gesuiti".
La mensa d'altare vede sopra di essa un cherubino marmoreo, mentre sotto, sul pavimento è una lastra commemorativa che ricorda le gesta di Carlo Gesualdo, tra i finanziatori della originaria cappella.
Il registro superiore è tripartito e separato da quello inferiore mediante una sobria modanatura decorata con cherubini e frutti. Sopra di essi erano le tre tele di Jusepe de Ribera del 1641, di cui due sono scampate ai bombardamenti del 4 agosto 1943: la centrale con la Gloria di Sant'Ignazio e quella di destra con Paolo III che approva la regola presentata dal santo. In quest'ultimo quadro, alle spalle di Sant'Ignazio, si riconoscono due dei primi compagni di Ignazio, Nicolás Bobadilla e Alfonso Salmerón. La tela attualmente collocata a sinistra in sostituzione di quella distrutta (frammentata e conservata nei depositi di Capodimonte) è una Madonna col Bambino e sant'Anna di ignoto autore di fine Cinquecento, proveniente dalla chiesa napoletana di Sant'Aniello a Caponapoli.
Le coppie di angeli che decorano il timpano dell'altare sono di Pietro e Bartolomeo Ghetti quelli ai lati, quindi risalenti ai restauri tardo seicenteschi del monumento, mentre quella centrale che sorregge una croce è del progetto fanzaghiano, così come i vasi in marmi policromi e la cimasa in marmo rosso con motivi intarsiati.

### Le statue diDavideGeremia

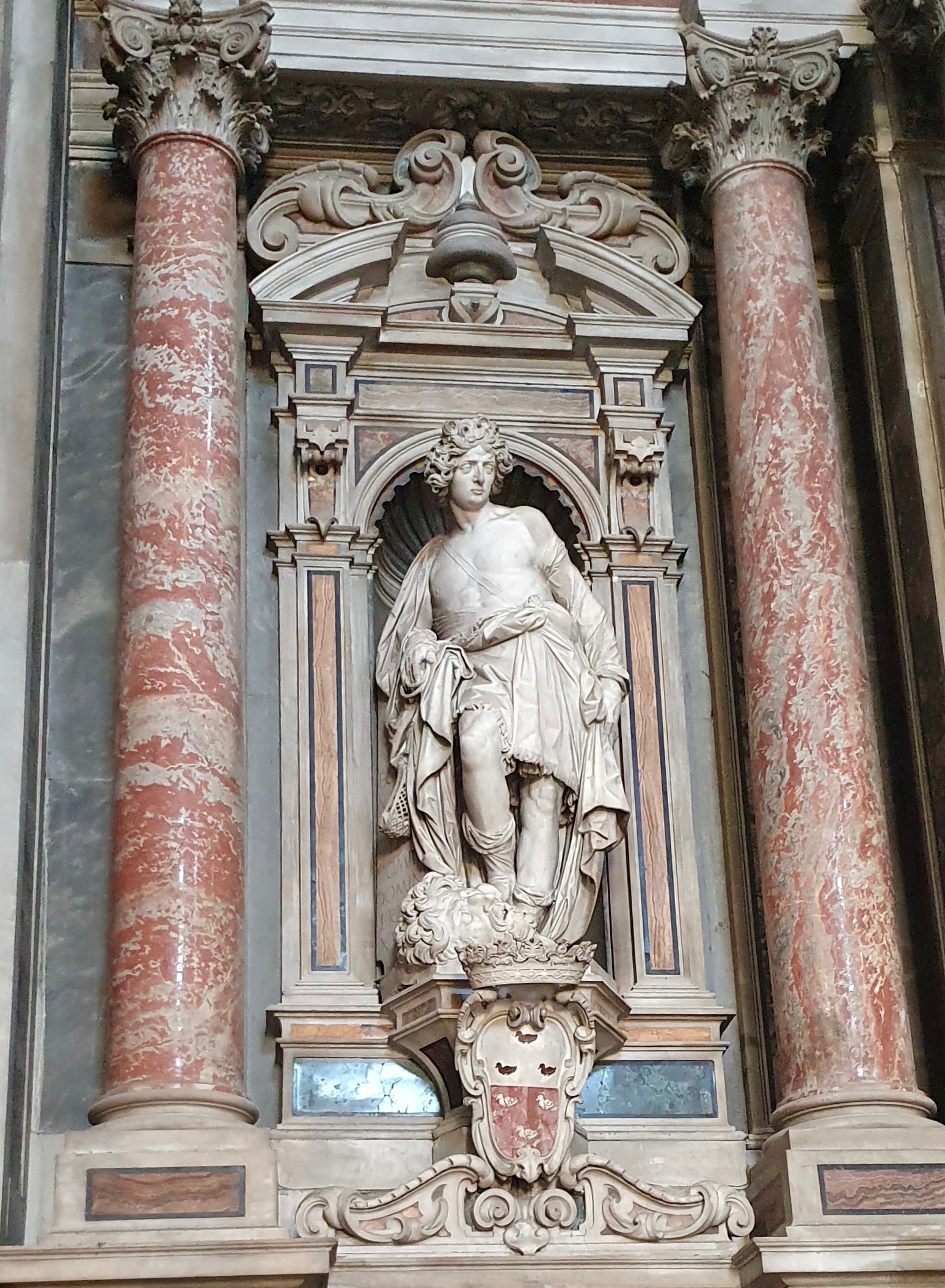
Cosimo Fanzago, David (1654)

Dalle due nicchie ai lati della pala sporgono altrettante mensole marmoree su cui sono le statue colossali di David (sinistra) e Geremia (destra) realizzate in marmo di Carrara, inquadrate da colonne di marmo rosso profilate in giallo di Siena e sotto le quali sono gli stemmi della famiglia Sanfelice (non si sa in che momento furono aggiunte, se in qualità di finanziatori di restauri o in altre circostanze, tuttavia su una lapide posta sul pavimento antistante la cappella, un'iscrizione spiega che nel 1860 Francesco Sanfelice fece spostare sotto la lapide le spoglie della defunta moglie, Maria Luisa Caracciolo, dei principi di San Buono, spoglie che, fino ad allora, erano custodite nel sepolcro gentilizio nella medesima chiesa).

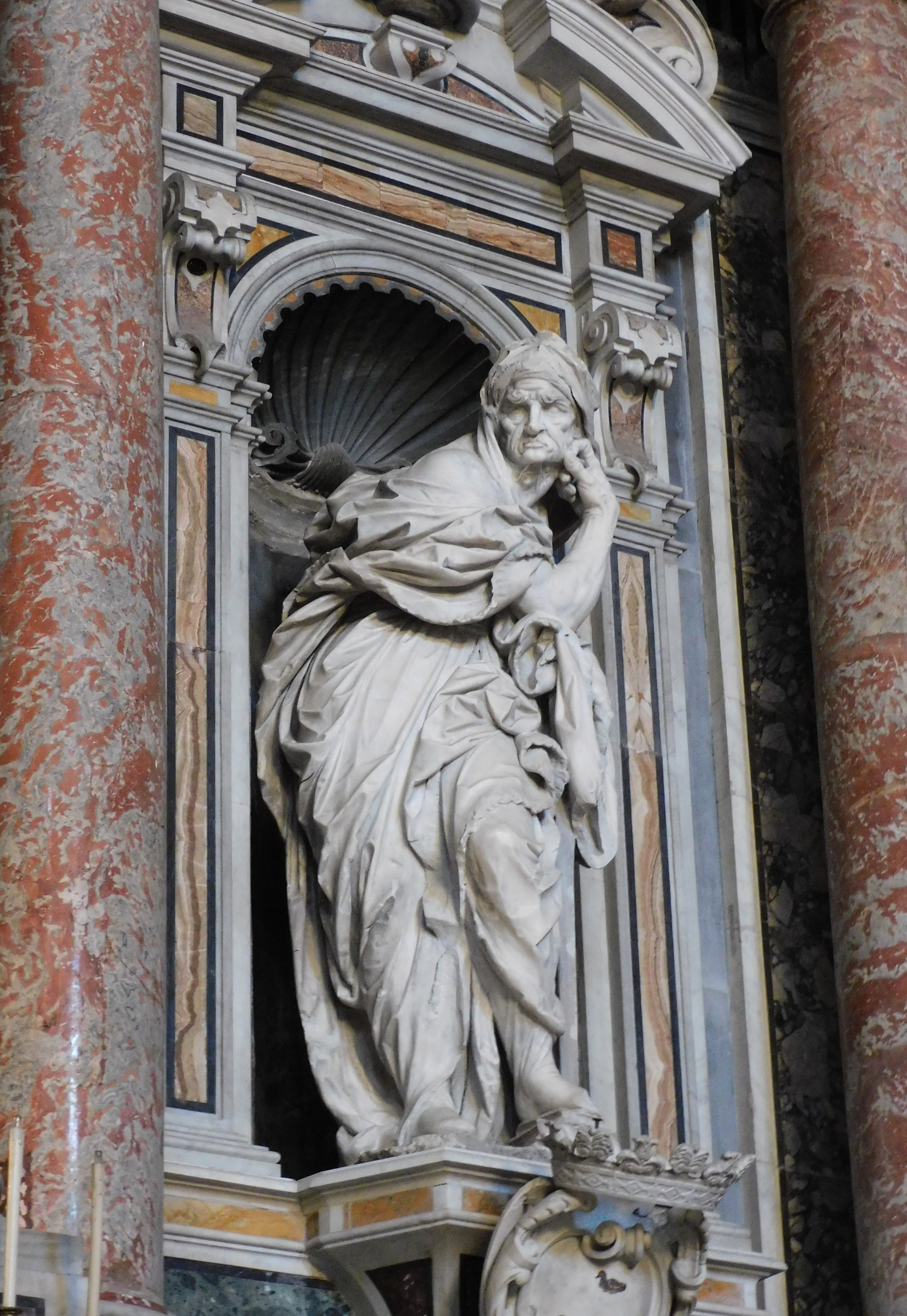
Cosimo Fanzago, Geremia (1654)

Le due sculture, che rappresentano due capolavori assoluti del grande artista bergamasco, sembrano quasi voler uscire dalle nicchie, mal sopportandone le dimensioni troppo piccole rispetto alla propria mole, altre 270 cm ciascuna. Esse si impongono decisamente all'attenzione per l'interazione tra luce e massa scultorea, che determina una potente contrapposizione tra ombre e rilievi in un suggestivo gioco di chiaroscuri. La composta fierezza del vittorioso Davide si contrappone all'inquietudine meditabonda di Geremia, avvitato su se stesso in una posa quasi inverosimile.
Geremia vede particolarmente preziosi la delicatezza di alcuni panneggi che rievocano una cultura tardo-cinquecentesca, come le pieghe della veste, accompagnata dal suo movimento corporeo a spirale e da un volto particolarmente corrucciato che demarcano un accentuato dinamismo barocco dai modi berniniani con un'ascendenza di malinconia michelangiolesca. Il gesto delle dita che toccano la guancia del profeta verrà inoltre ripreso più avanti un'altra volta dal Fanzago, con la realizzazione del busto del beato Nicolò Albergati.
Il David è invece concepito in maniera più austera, con espressione severa e fissa, con la pelliccia risvoltata sui fianchi, la testa di Golia collocata a mo' di trionfo sotto un piede e ferito sulla fronte dal sasso, e infine la fionda nella mano destra.
Il tema comune alle due sculture, basato sulle vicende dei due personaggi biblici, viene da una meditazione di sant'Ignazio di Loyola sulla pochezza delle capacità e dei progetti umani rispetto all'infinita potenza e imperscrutabilità di Dio, e quindi sul primato assoluto della fede. Solo grazie alla fede, infatti, il giovane Davide riuscì a sconfiggere l'apparentemente invincibile guerriero Golia. E, d'altro canto, la mancanza di fede in Dio e l'affidamento sulle sole forze militari, nonostante gli ammonimenti del profeta Geremia, costò al popolo ebreo la sconfitta contro il re Nabucodonosor, la distruzione di Gerusalemme e la deportazione in Babilonia. Tutto ciò è pienamente compendiato dalle citazioni bibliche che troviamo incise sulle due stele su cui poggiano i due personaggi, Davide con la mano destra e Geremia con la mano sinistra, su cui sono rispettivamente iscritte "Ego autem venio ad te in nomine Domini exercituum" (1 Samuele 17,45) e "Nomen tuum invocatum est super nos" (Geremia 14,9).